# سورن بيرغ
سورن بيرغ (بالدنماركية: Søren Berg)‏ (15 مايو 1976 بأودنسه في الدنمارك - ) هو لاعب كرة قدم دانمركي في مركز الهجوم. شارك مع Denmark League XI ‏ ومنتخب الدنمارك لكرة القدم. أما مع النوادي، فقد لعب مع آرهوس جمناستيك فورينينغ ونادي أودنسه ونادي راندرس ونادي فيكينغ وفيستزيلند ‏ ونادي دلوم ‏.

## وصلات خارجية
- سورن بيرغ على موقع قاعدة بيانات كرة القدم.إي يو (الإنجليزية)
- سورن بيرغ على موقع ناشيونال فوتبول تيمز (الإنجليزية)
- سورن بيرغ على موقع Soccerway.com (الإنجليزية)